# Ларино (Тульская область)
Ларино — деревня в Тульской области России. С точки зрения административно-территориального устройства входит в Спас-Конинский сельский округ, Алексинский район. В плане местного самоуправления входит в состав муниципального образования город Алексин.

## География
Ларино находится в северо-западной части региона, в пределах северо-восточного склона Среднерусской возвышенности, в подзоне широколиственных лесов. 
Находится в 23 км к юго-востоку от Алексина по автомобильной дороге. Ближайшие населённые пункты — Каргашино (к западу) и Маньшино (к востоку).
Абсолютная высота — 217 метров над уровнем моря.

### Климат
Климат на территории Ларино, как и во всём районе, характеризуется как умеренно континентальный, с ярко выраженными сезонами года. Средняя температура воздуха летнего периода — 16 — 20 °C (абсолютный максимум — 38 °С); зимнего периода — −5 — −12 °C (абсолютный минимум — −46 °С).
Снежный покров держится в среднем 130—145 дней в году.
Среднегодовое количество осадков — 650—730 мм.

## История
Сельцо Ларинское (в XVII в. также именовалось Карачарово, в дальнейшем это название не упоминается) относится к старейшим селениям Алексинского уезда. До административной реформы Петра входило в состав Конинского стана Алексинского уезда.
Согласно писцовой книге 1628 г., принадлежало братьям Алексею и Матвею Ермолаевичам Селиверстовым.
По состоянию на 1913 г. — Ларинское сельцо в составе Спас-Конинской волости Алексинского уезда.
Жители были приписаны к церковному приходу в селе Спас-Конино.
После проведения муниципальной реформы в марте 2005 года включена в образованные муниципального образования сельское поселение «Шелепинское» и в Алексинский муниципальный район.
21 июня 2014 года Алексинский муниципальный район и Шелепинское сельское поселение были упразднены, деревня Ларино стала входить в городской округ Алексин.

## Население
| 2010 |
| ---- |
| 0    |

Согласно результатам переписи 2002 года, в национальной структуре населения русские составляли 100 % из 2 чел.. Проживали по 1 мужчине и женщине.

## Инфраструктура
Обслуживается отделением почтовой связи 301350.
Личное подсобное хозяйство (на август 2021 года 36 домов).